# Вересницкий сельсовет
Вересницкий сельсовет — административная единица на территории Житковичского района Гомельской области Республики Беларусь. Административный центр — агрогородок Вересница.

## Состав
Вересницкий сельсовет включает 7 населённых пунктов:
- Бурезь — деревня
- Вересница — агрогородок
- Воронино — деревня
- Запесочье — деревня
- Любовичи — деревня
- Малешев — деревня
- Повчин — деревня

## Достопримечательность
- Каменный крест на кладбище рядом с деревней Запесочье, который каждый год на несколько миллиметров «вырастает» из земли.